# シャムシュル・ラーマン
シャムシュル・ラーマン（ ベンガル語: শামসুর রাহমান、1929年10月23日 - 2006年8月17日 ）は、バングラデシュの詩人。ダッカに生まれる。
大学時代のインド・パキスタン分離独立の頃に詩作をはじめ、1950年代から知られるようになる。1959年に初の詩集『Prothom Gaan Dwityo Mrittyur Agey（第一の歌、第二の死の前）』を発表する。1969年にバングラ・アカデミー賞 (Bangla Academy Award) を受賞。バングラデシュ独立戦争時に書かれた「独立よ、お前は」は、戦時下から広く読まれた。児童文学やジャーナリズムでも活動し、ベンガル文学ではタゴールに次ぐ多作家であり、バングラデシュでは「タゴール以後最も偉大な詩人」といわれる。

## 日本語訳著作
- 『バングラデシュ詩選集』　丹羽京子編訳、大同生命国際文化基金〈アジアの現代文芸シリーズ〉、2007年。 - 以下の作品を収録。
  - 「悲しみ」「同伴者」「一度も私の母が」「アサドのシャツ」「母」「悪夢のある日」「独立よ、お前は」「鴉」「一編の詩のために」「子どものころから」「問いに答える」「バングラデシュは夢を見る」「トンネルでひとり」「題名が思い出せない」「階段、また階段」「真夜中の郵便配達」「もう少し立っていたい」「わたしはひとりの紳士を」「一枚の写真」「頭には黄昏、骨には色とりどりの霧」「黒い娘のための文章」「彼らが行ってしまったあとで」「街灯」「変化」「テーブルで林檎たちの笑う」「落ち葉」「聞き手」「鹿の骨」「愛のポタボリ」